# Malachius rubidus
Malachius rubidus är en skalbaggsart som beskrevs av Wilhelm Ferdinand Erichson 1840. Malachius rubidus ingår i släktet Malachius, och familjen Malachiidae. Arten har ej påträffats i Sverige.